# 萨拉·米顿
萨拉·米顿（英語：Sarah Mitton，1996年6月20日—），加拿大女子田径运动员，2019年世界大运会女子铅球金牌得主、2022年英联邦运动会女子铅球金牌得主、2023年世界田径锦标赛女子铅球银牌得主。